# Сестола
Сестола (італ. Sestola) — муніципалітет в Італії, у регіоні Емілія-Романья,  провінція Модена.
Сестола розташована на відстані близько 300 км на північний захід від Рима, 55 км на південний захід від Болоньї, 50 км на південь від Модени.
Населення — 2521 особа (2014).
Щорічний фестиваль відбувається 6 грудня. 

## Демографія
Населення за роками:

Станом на 1 січня 2023 року в муніципалітеті офіційно проживало 196 іноземців з 24 країн, серед них 66 громадян країн Євросоюзу та 9 громадян України.

## Сусідні муніципалітети
- Фанано
- Ф'юмальбо
- Ліццано-ін-Бельведере
- Монтекрето
- Монтезе
- Павулло-нель-Фриньяно
- Ріолунато